# 河源記
河源記（かげんき）は、13世紀に成立した元による黄河の源流調査記録。
黄河源流に都市を設け、そこから元の都への物資輸送を図るため、元の皇帝クビライにより黄河の源流調査が行われた。女真系部族の出身で黄河上流への来訪歴もあった、元の将軍・都実にその命が下り、彼は部下と共に実地調査を行った。この調査記録を元に書かれたのが河源記である。『元史』の巻63、地理志6「河源附録」に収められている。